# فيسنا ديسبوتوفيتش
فيسنا ديسبوتوفيتش مواليد 18 أبريل 1961 في كراغوييفاتس، جمهورية يوغوسلافيا الاشتراكية الاتحادية، هي لاعبة كرة سلة صربية معتزلة أصبحت مدربة. بدأت مسيرتها الاحترافية في سنة 1973. مثلت منتخب بلادها. شاركت في دورة الألعاب الأولمبية الصيفية سنة 1980. اعتزلت اللعب في 1996.

## الميداليات
| الميدالية | المسابقة                       |
| --------- | ------------------------------ |
| برونزية   | الألعاب الأولمبية الصيفية 1980 |

## روابط خارجية
- فيسنا ديسبوتوفيتش على موقع الاتحاد الدولي لكرة السلة (الإنجليزية)
- فيسنا ديسبوتوفيتش على موقع بروبوليرز (الإنجليزية)
- فيسنا ديسبوتوفيتش على موقع سبورتس رفرنس (الإنجليزية)
- فيسنا ديسبوتوفيتش على موقع اللجنة الأولمبية الدولية (الإنجليزية)
- فيسنا ديسبوتوفيتش على موقع أوليمبيديا (الإنجليزية)